# Чоба (приток Нюхчи)
Чоба (Кебро-река) — река в России, протекает по территории Онежского района Архангельской области. Устье реки находится в 87 км по левому берегу реки Нюхча. Длина реки — 21 км, площадь водосборного бассейна — 75,2 км².
Исток — Ламсушкозеро. Высота истока — 193,2 м над уровнем моря.
В верхнем течении река протекает через озеро Пустое, а также имеет левый приток — безымянную протоку, вытекающую из озера Ураса.
Втекает в реку Нюхчу на высоте 144,3 м над уровнем моря.

## Данные водного реестра
По данным государственного водного реестра России относится к Баренцево-Беломорскому бассейновому округу, водохозяйственный участок реки — реки бассейна Онежской губы от южной границы бассейна реки Кемь до западной границы бассейна реки Унежма, без реки Нижний Выг. Речной бассейн реки — бассейны рек Кольского полуострова и Карелии, впадает в Белое море.